# Девственост
Девствеността е състоянието на човек, който никога не е участвал в полов акт. Има културни и религиозни традиции, които придават специална стойност и значимост на това състояние, особено в случая на неомъжените жени, свързана с представите за лична чистота, чест и достойнство.
Подобно на целомъдрието, концепцията на девствеността традиционно ангажира със сексуалното въздържание. Концепцията на девствеността обикновено включва морални или религиозни въпроси и може да има последици по отношение на социалния статус и в междуличностните отношения. Въпреки че девствеността е имала значителни правни и социални последици в някои общества в миналото, то няма правни последици в повечето общества днес.
Терминът „девица“ първоначално само обозначава сексуално неопитните жени, но с времето се развива, за да обхване редица дефиниции установени в традиционни, модерни и етични понятия. Хетеросексуалните индивиди могат или не да помислят (изберат) да загубят девствеността си само чрез вагинално проникване на пениса, докато хората от други сексуални ориентации често включват орален секс, анален секс или взаимна мастурбация в техните определения (представи) за загуба на девствеността.
При мъжете отсъства физическата индикация за девственост, докато при жените е условна, т.к. състоянието на химена не се променя непременно по време на полов акт.

## Етимология
Думата за девица – virgin, произлиза от старофренски – virgine от корена на латинското virgo, genitive означаващо буквално моминско или девствено – сексуално непокътната млада жена или „сексуално неопитна жена“. Както в латинския, така и в английския език понятието се ползва в по-широк смисъл, чрез облекчаване критериите за възраст, пол или сексуална критерии. Поради това на практика с „девица/девствен“ може да се назоват и по-възрастна жена, мъже или неопитни в някаква дейност хора, примерно скокове с парашут. Латинската дума вероятно е производна на vireo, което означава „да бъдат зелени, пресни или в разцвет“, най-вече ползвано в ботанически смисъл – специално virga означава „дървена клонка“.
Първото известно използване на думата за девственост на английски език е намерено в Близкия английски ръкопис от Тринити Колидж (Кеймбридж), около 1200 г.
В немския език думата за девица е „Jungfrau“, което се превежда като „млада жена“, но не се използва в този смисъл. Вместо това може да се ползва „junge Frau“. Актуалната немска дума за млада неомъжена жена, без последици по отношение на сексуалността, е „Fräulein“. „Fräulein“ се използва в немския като уважително обръщение, еквивалентно на текущо употребяваното „Miss“ в английския език. „Jungfrau“ е думата запазена специално за сексуално неопитност. За разлика от английския, в немския език има конкретна дума за мъжката девственост – „Jüngling“ („неопитен човек“).
Немският не е единственият език с отделна дума за мъжка девственост. На френски мъжка девица се нарича „puceau“.

## Култура
Концепцията на девствеността има значение само в определен социален, културен и морален контекст. Според Hanne Blank „девствеността няма известен биологичен императив и инвестирането в (залагането на) девствеността няма доказано еволюционно предимство“.

### Определения за загуба на девствеността
Има различни разбирания за това кои видове сексуални действия водят до загуба на девствеността. Традиционното схващане е, че девствеността се губи само чрез вагинално проникване от страна на пениса, по взаимно съгласие или насилствено и че актовете на орален секс, анален секс, взаимна мастурбация или други форми на непроникващ секс не водят до загуба на девствеността. Концепцията за „техническа девственост“ (сексуално въздържание) чрез орален секс е особено популярна сред тийнейджърите. Проучване от 1991 г. сред 599 студенти от САЩ, публикувано в Journal of the American Medical Association показва, че 60% от анкетираните практикуват орален секс като средство за запазване на своята девственост.
Човек, който извършва вагинален полов акт без практически опит, често се разглежда сред хетеросексуалните и изследователите като „технически девствен“. Някои хомосексуални мъже определят аналния секс за загубата на девственост, а лесбийките – оралния. Популярно е схващането, че загубата на девствеността се определя от „актовете, които отговарят на личната сексуална ориентация“.
Дали един човек може да загуби своята девственост чрез изнасилване също е обект на дебати, изхождайки от широко разпространеното в някои изследвания твърдение, че девствеността може да се губи само чрез секс по взаимно съгласие.
Жени, които са изгубили своя химен могат да се подложат на хирургична процедура по възстановяването му, наречена „хименопластика“.

### Женската девственост
Първият акт на полово сношение с жени в много култури обикновено се счита за важен личен момент. Неговото значение е отразено в изрази като „опазване на себе си“, „загуба на девствеността“, „отнемане нечия девственост“, а понякога и като „дефлорация“. Събитието се разглежда като края на невинността, почтеността, или чистотата, и сексуализацията на индивида.
Традиционното схващане за жена, от която се очаква да не е имала предбрачни сексуални актове, е тя да отдаде девствеността си в първата брачна нощ на новия си съпруг в акта на „консумацията на брака“. В много култури следите от кръвотечението при дефлорация по време на първата брачна нощ са били показвани публично като доказателство за честта и порядъчността на девойката. От Изтока е взет обичаят, спазван векове наред и в България под името „блага ракия“, сутринта да се показва невестината риза на девствеността, след което, ако е „честна“ (девствена), се пие подсладена ракия.
В някои култури, девствеността е толкова важна, че една неомъжена девствена жена ще се въздържа от поставяне на предмети в нейната вагина, като тампони, менструална чашка или подлагане на някои медицински прегледи, за да не се навреди на химена ѝ. В някои култури, една неомъжена жена, която не е успяла да запази девствеността си, независимо дали по избор или в резултат на изнасилване, може да бъде обект на срам, остракизъм или дори убита, заради опозоряване. При тези култури, женската девственост е тясно преплетена с личната или дори семейната чест. В други култури, например в модерните западни култури, сексуалното въздържание преди брака не се възприема толкова сериозно. В някои части на Африка, митът, че сексът с девица може да излекува ХИВ/СПИН продължава да доминира, в резултат на което много млади момичета биват изнасилвани.

### Девствеността като стока
Девствеността се разглежда като ценна „стока“ в някои култури, като правото на сексуален контакт с девица може да се купи. Така например, в Япония гейшите продават правото на първия достъп в ритуал, наречен mizuage. В епохата на феодализма съществува т.нар. „право на първа нощ“ или „правото на господаря“ (the lord's right, на латински – Prima nocta), което позволява на собственика на феода да отнеме девствеността на девица, преди първата ѝ брачна нощ, срещу заплащане. Във филма Pretty Baby (1978) има търг за девствеността на 12-годишната героиня Вайълет. Съвременната търговия с девственост е разгледана в документалния филм How to Lose Your Virginity (2013).
В някои общества съществува законът и обичаят да се изисква от този, който е прелъстил или изнасилил девица, да се ожени за момичето или да плати обезщетение на баща ѝ. В някои страни, до края на 20 век, една жена може да съди човека, който е отнел девствеността ѝ без да се ожени за нея. В някои езици, обезщетението за тези вреди се наричат „венец на пари“.

## Сексуален морал
Човешката сексуална активност, подобно на много други видове дейности, в които участват хора, обикновено се влияе от социални правила, които са културно специфични и се различават значително. Тези социални правила са посочени като сексуален морал (какво може и какво не може да се направи според правилата на обществото) и на сексуалните норми (кое се очаква и кое не). Има редица групи в обществата, насърчаващи своите виждания за сексуален морал по най-различни начини, включително чрез сексуално образование, религиозни учения, поемане на ангажимент или обещания за девственост, както и други средства.

### Религиозни възгледи
Всички основни религии имат морални кодекси, обхващащи въпроси от областта на сексуалността, морала и етиката. Въпреки че тези морални кодекси не са насочени към проблемите на сексуалността директно, те се стремят да регулират ситуации, които могат да доведат до сексуален интерес и да влияят на човешките сексуални действия и практики. Въпреки това, въздействието на религиозното учение във времето бива ограничавано. Например, макар че повечето религии не одобряват предбрачните сексуални отношения, те винаги са била широко практикувани. Независимо от това, тези религиозни норми винаги са имали силно влияние върху отношението на хората към сексуалните проблеми.

#### Будизъм
Будистката етика при миряните е формулирана в „Петте предписания“ и „Осморения път“. Тези правила са под формата на доброволни начинания, а не божествено нареждане или инструкции. Третият от „Петте Предписания“ е „да се въздържаш от извършване на плътско неправомерно поведение“. Плътското нарушение е дефинирано в Пали Канона, както следва: „Изоставянето на плътското нарушение чрез плътско въздържание. Той не е въвлечен в сексуални отношения с тези, които са защитени от майките им, бащите им, техните братя, сестрите им, техните роднини, или тяхната Дхарма; тези със съпрузите си, тези, които водят до наказания, или дори тези, окичени с цветя от друг мъж.“

#### Индуизъм
В индуизма предбрачната девственост от страна на булката се смята за идеална. Преобладаващите хиндуистки брачни церемонии или ведически сватби, в основата си следват ритуала Kanyadan, което буквално означава подарък от девица, от баща на девойката, чрез който индусите вярват, че придобиват най-голяма духовна стойност, и браковете на дъщерите се считат за духовно задължение. Сексът в древна Индия никога не е бил табу и целостта на химена е нямал нищо общо с девствеността.

#### Сикхизъм
В сикхизма, сексуална активност се проявява само между омъжените лица. Сикхизмът съветва срещу предбрачния секс, тъй като той има висок потенциал да бъде индулгенция на похотта (kaam, или екстремни сексуално желание). Девствеността е важен аспект на духовността и тя трябва да бъде съхранена преди брака, или когато човек е готов да се премести в друго свещено състояние на съществуване си.

#### Древна Гърция и Рим
Девствеността често се смята за добродетел, обозначаващ чистота и физическо самоограничение, и е важна характеристика в гръцката митология.
През римската епоха, девиците весталки са високо уважавани, стриктно безбрачни (макар и не задължително девствени) жрици и пазители на свещения огън на Веста. Весталките са били посвещавани в свещеничеството преди пубертета (6 – 10 годишни) и се заклеват в безбрачие за срок от 30 години. Счита се, че целомъдрието на весталките има пряко влияние върху здравето на Римската държава. Допускането на свещения огън на Веста да изгасне предполага, че богинята е оттеглил защитата си от града и се счита за сериозно престъпление наказуемо с бичуване. Санкцията за весталка, за която е установено, че е имала сексуални отношения по време на мандата си, е било погребването жива.

#### Християнство
Апостол Павел изразява мнение, че тялото на човек принадлежи на Бога и е Божият храм (1 Коринтяни 6:13, 3:16), и че предбрачният секс е неморален (1 Коринтяни 06:18) на еднакво равнище като прелюбодеянието. (1 Коринтяни 6:9) Павел също изразява мнение в 1 Коринтяни 7: 1 – 7, че сексуалното въздържание е предпочитаната позиция и за мъжете, и за жените. Въпреки това, той заявява, че се очакват сексуални отношения между съпрузите.

#### Ислям
Ислямът смята извънбрачния секс за греховен и забранен. Въпреки че ислямският закон предвижда наказания за мюсюлмански мъже и жени пристъпващи към извънбрачен секс, на практика е изключително трудно да се докаже престъпление, изисквайки за целта четири почтени свидетели на реалния акт на проникване. Въпреки че в западните култури предбрачния секс и загуба на девствеността може да се счита за срамно за индивида, в някои мюсюлмански общества актът на предбрачния секс, дори и да не бъде потвърден с доказателства по правните им норми, може да доведе до срам и загуба на семейната чест, водещи до това някои общества да практикуват женско обрязване и убийства на честта.